# 73551 Dariocastellano
73551 Dariocastellano este o planetă minoră (asteroid), cu un diametru de 3,936 km, din centura de asteroizi. A fost descoperită pe 18 august 2003 la  de Campo Imperatore Near-Earth Object Survey⁠(d). 
Obiectul prezintă o orbită caracterizată de o semiaxă mare de 2,9672733768902 UAi, o excentricitate de 0,02526213387771, o înclinație de 8,2123897358933 ° în raport cu ecliptica.